# Sa-dong
Sa-dong (koreanska: 사동) är en stadsdel i staden Ansan i provinsen Gyeonggi i den nordvästra delen av Sydkorea,  30 km söder om huvudstaden Seoul. Den ligger i stadsdistriktet Sangnok-gu.
Före den 1 juli 2017 hette stadsdelen Sa 1-dong (사1동). Vid samma tillfälle bytte stadsdelarna Sa 2-dong (사2동) och Sa 3-dong (사3동) namn till Sai-dong respektive Haeyang-dong.